# Montenegro Airlines
Montenegro Airlines je bil nacionalni in največji črnogorski letalski prevoznik. Opravljal je redne in čarterske polete z glavnega vozlišča letališča v Podgorici, kot tudi iz letališča v Tivtu. Sedež podjetja je bil v Podgorici.

## Zgodovina
Družba Montenegro Airlines je bila ustanovljena 24. oktobra 1994 s strani zvezne vlade tedanje Zvezne republike Jugoslavije. Prvo letalo je bilo nabavljeno leta 1996. 7. maja 1997 je družba opravila svoj prvi let med Podgorico in Barijem v Italiji z letalom Fokker 28. Letalo je bilo poimenovano Lovćen.
Leta 2000 je družba postala članica mednarodnega združenja letalskih družb (IATA - International Air Transport Association). Junija 2000 je družba na letališču v Podgorici prejela prvo od petih letal tipa Fokker F100. Leta 2003 se je družba vključila v sistem Amadeus CRS. Pilotsko osebje družbe je leta 2004, kot prvo v regiji prejelo IIIA certifikat. 2. julija 2004 je družba prepeljala svojega prvega milijontega potnika. 22. februarja 2006 je družba, kot prva od letalskih družb na Balkanu vpelja e-vozovnice na liniji Beograd-Zürich-Beograd. 
Po osamosvojitvi 3. junija 2006 je Srbija postala mednarodni trg za družbo skladno z mednarodnimi pravili (pravilo Seventh freedom). Družba je tako izgubila svojo najdonosnejšo linijo Niš-Zürich. Da bi omilila izgubo srbskega trga, je družba ustanovila hčerinsko firmo Master Airways v Srbiji, ki pa nikoli ni dobila dovoljenj s strani srbskih oblasti.
23. julija 2007 je družba za dobo osmih let najela dve letali tipa Embrarer 195, od katerih je prvo prejela 5. julija 2008, kar ji je omogočilo širitev mreže destinacij in predvsem vzpostavitev letalske linije z letališči London Gatwick in Milano Malpensa. Septembra 2008 je družba napovedala nakup še enega letala Embrarer 195.
Aprila 2009 sta družbi El Al in Montenegro Airlines sklenili sporazum o nakupu 30 % delnic družbe, kar pa ni bilo nikoli realizirano Družba se je v celoti vrnila pod okrilje vlade Črne gore.
V času, ko je družba prejela prvo letalo Embrarer 195, se je družba skušala dogovoriti o spremembi naročila za letala tipa Embrarer 175. Kljub vsemu sta bili drugo in tretje letalo dostavljeni po prvotnem naročilu, za četrto letalo pa se je družba dogovorila za dobavo letala Embrarer 175. Pozneje, julija 2012 pa je prišlo do spremembe naročila in družba je naročila letalo Embrarer 190. To letalo je družba prejela maja 2014. Novembra 2014 je družba ponudila obe letali Fokker 100 v prodajo, a do junija 2015 zanju še ni našla kupca. 26. deceembra 2020 je družba bankrotirala.

## Destinacije
Družba Montenegro Airlines opravlja redne polete na naslednja letališča
Montenegro Airlines je v preteklosti opravljal polete na naslednja letališča.

## Codeshare sporazumi
Montenegro airlines ima sklenjene codeshare sporazume z naslednjimi družbami
- Adria Airways
- Air France
- Alitalia
- Austrian Airlines
- S7 Airlines

## Flota
Družba je oktobra 2018 razpolagala z naslednjimi letali

## Nesreče in incidenti
- Dne 25. januarja 2005 okoli 23. ure je letalo družbe Montenegro Airlines Fokker 1000 (YU-AOM) zdrsnilo s pristajalne steze med pristankom na letališču v Podgorici, kot posledici sneženja. Nos letala je odpadel in letalo je drselo po tleh približno 700 m preden je obmirovalo. Pilot, kopilot in dva potnika so utrpeli manjše poškodbe.[24] Skupina potnikov je pozneje tožila družbo, ker je edina pristajala v Podgorici, ker so druge družbe odpovedle ali preusmerile polete na druga letališča, vsled nezadostne opreme letališča v Podgorici proti zmrzovanju.
- Dne 7. janurja 2008 ob 21:30 uri je bilo letalo Fokker 100 (4O-AOK) zadeto med pristajanjem na letališču v Podgorici. Na letalu je bilo 20 potnikov, ki niso bili poškodovani. Med rutinskim pregledom letala so našli luknjo v repu letala od izstrelka. Vzroka za incindent niso odkrili, je pa verjetno prišlo do nenamernega zadetka letala s strelom iz pištole zaradi bučnega proslavljanja pravoslavnega Božiča.[25]
- 14. junija 2013 ob 6:00 je letalo po vzletu iz letališča v Podgorici za Beograd imelo težave s podvozjem, ki se ni vrnilo v ohišje letala. Po kroženju in praznenju rezervoarja z gorivom se je letalo vrnilo na letališče v Podgorici. Letalo je varno pristalo in ni doživelo nobenih usodnih ali drugačnih poškodb.